# 相馬充胤
相馬 充胤（そうま みちたね）は、江戸時代後期から末期の大名。相馬氏第28代当主。陸奥中村藩第12代藩主。
第11代藩主・相馬益胤の長男。母は松平頼慎（水戸藩支流）の娘。正室は柳沢保泰の娘、継室は松平頼升（水戸藩支流）の娘、太田資始の娘。従五位下、大膳亮。

## 略歴
天保4年（1833年）2月15日、将軍徳川家斉に拝謁する。同年12月16日、従五位下大膳亮に叙任。天保6年（1835年）3月7日、父の隠居により12代藩主に就任する。二宮尊徳に領内指導を依頼した。元治元年（1864年）5月5日に従四位下に昇叙し、同年同月7日、大膳大夫に転任。慶応元年（1865年）4月24日、隠居し、長男誠胤に家督を譲る。慶応4年8月、戊辰戦争で明治政府軍に降伏し、謹慎を命じられる。明治3年5月7日、明治天皇に拝謁する。明治20年（1887年）死去。大正7年（1918年）11月18日、贈従三位。

## 系譜
父母
- 相馬益胤（父）
- 高 ー 松平頼慎の娘（母）

正室、継室
- 永 ー 柳沢保泰の娘（正室）
- 松平頼升の娘（継室）
- 綺子 ー 太田資始の娘（継々室）

側室
- 千代の方 ー 大貫氏
- 西山リウ

子女
- 相馬虎丸（長男）
- 相馬誠胤（次男）生母は千代の方（側室）
- 佐竹義理（三男）
- 相馬順胤（四男）生母はリウ（側室）
- 花子 ー 有馬純文正室
- 相馬胤紹室